# Paul Bernays
Paul Bernays (Londra, 17 ottobre 1888 – Zurigo, 18 settembre 1977) è stato un matematico svizzero, conosciuto per i suoi contributi in logica matematica, teoria degli insiemi e filosofia della matematica. È stato assistente e collaboratore di David Hilbert, sotto la supervisione del quale redasse a Gottinga una tesi di abilitazione sul tema dell'assiomatica del calcolo proposizionale dei Principia Mathematica di Whithehead e Russell. La tesi di abilitazione di Bernays contiene la prima prova nota della completezza semantica della logica proposizionale, dimostrata in seguito, indipendentemente, anche da Post.
Insieme allo stesso Hilbert, fu inoltre co-autore dei due volumi della monumentale opera Grundlagen der Mathematik.